# 米山隆一 (政治家)
米山 隆一（よねやま りゅういち、1967年〈昭和42年〉9月8日 - ）は、日本の政治家、医師、医学者、弁護士（第一東京弁護士会登録、登録番号44124）。学位は博士（医学）（東京大学・2003年）。立憲民主党所属の衆議院議員（2期）。元新潟県知事（公選第20代）。元有限会社セイジロー（セイジロー肉店）代表取締役。旧姓は愛甲。愛称は「米チャン」。

## 来歴
新潟県北魚沼郡湯之谷村（現在の魚沼市）出身。父は自衛官。旧姓は愛甲だったが、中学生になるころ父が母の実家に婿養子に入ったため、一家で米山姓に変わった。
湯之谷村立井口小学校、新潟大学教育学部附属長岡中学校、灘高等学校から東京大学理科三類に進学。東京大学医学部医学科卒業。1992年5月、医師免許を取得した。在学中より、東京大学医学部附属病院の放射線科で研修をし、その後、放射線医学総合研究所に就職し3年間を過ごした。
1997年10月に、司法試験に合格した。「東大の寮にいたとき法学部のやつがすごく威張っていた。むかっ腹を立てたことが動機」とスポーツ紙の取材に答えている。1998年に東京大学大学院経済学研究科博士後期課程を、2000年に東京大学大学院医学系研究科をそれぞれ単位取得退学。放射線医学総合研究所、ハーバード大学附属マサチューセッツ総合病院を経て、2003年に東京大学より医学博士を取得。2005年より東京大学先端科学技術研究センター医療政策人材養成講座特任講師。

### 政界入り・自民党出馬
2005年、第44回衆議院議員総選挙に自由民主党（以下、自民党）公認で新潟5区から立候補した。郵政解散と呼ばれ、全国的には与党自民党に強い追い風が吹いたものの、無所属の田中眞紀子に敗れ、比例復活も果たせなかった。2009年の第45回衆議院議員総選挙に再び自民党公認で新潟5区から立候補。前回に比べて得票数を伸ばしたものの、総選挙の直前に民主党に入党した田中に大敗を喫した。ただし、尊敬する政治家は田中の父親である田中角栄だと公表している。落選したものの派閥志帥会に所属していた。

### 弁護士時代・日本維新の会時代
司法修習（旧64期）を経て、2011年弁護士登録。おおたか総合法律事務所所属。
2012年の第46回衆議院議員総選挙では、自民党から日本維新の会に移って新潟5区から立候補したが、比例北陸信越ブロックから国替えした自民党前職で元山古志村長の長島忠美、民主党前職で当時の文部科学大臣だった田中眞紀子の後塵を拝し、落選。2013年の第23回参議院議員通常選挙にも日本維新の会公認で新潟県選挙区（定数2）から立候補したが、得票数4位で落選した。2014年に宝珠宗宝珠会の代理人弁護士を務める。

### 民進党時代
2016年に維新の党が民主党と合流したことで民進党籍になった。その後、新潟県知事選挙への立候補に伴い、離党。

### 新潟県知事選挙
新潟県知事選挙で現職の泉田裕彦が不出馬を表明。米山が所属していた民進党は独自候補の擁立を模索したが、途中で断念し、自主投票を決定。唯一の立候補予定者となった前長岡市長の森民夫には自民・公明両党が推薦、民進党の支持団体・連合新潟も支持を決めた。無投票の公算も出てくるなか、原発再稼働に慎重姿勢だった泉田の路線を引き継げる候補を模索していた共産・生活（のち自由）・社民3党や市民団体の要請を受ける形で、米山は2016年9月23日、民進党を離党し、新潟県知事選に無所属で立候補する意向を表明した。国政選挙に出馬した際は原子力発電所の再稼働を主張していたが、知事選では、立候補を断念した泉田の「東京電力福島第一原発事故の検証なしに、柏崎刈羽原子力発電所の再稼働の議論はできない」と、慎重な姿勢を強く打ち出して「泉田路線」の継承を掲げた。新社会党、緑の党からも推薦を受けた。7月の第24回参議院議員通常選挙で野党統一候補として自民党現職の中原八一を破った自由党県連代表の森裕子が選挙対策本部長に就任。自主投票の民進党の動きは当初鈍かったが、前原誠司、江田憲司、松野頼久らが応援に駆け付け、風間直樹ら地元選出議員も支援。最終盤では蓮舫代表も応援に入った。
選挙戦の終盤まで激戦が報じられていたが、10月16日の投開票の結果、森に約6万3千票差をつけ、初当選した。当選後も、柏崎刈羽原子力発電所の再稼働への慎重姿勢は継続。10月25日、新潟県庁に初登庁し、正式に新潟県知事に就任した。
※当日有権者数：1,944,050人 最終投票率：53.05%（前回比：＋9.1pts）
| 候補者名 | 年齢 | 所属党派 | 新旧別 | 得票数    | 得票率 | 推薦・支持                           |
| -------- | ---- | -------- | ------ | --------- | ------ | ------------------------------------ |
| 米山隆一 | 49   | 無所属   | 新     | 528,455票 | 52.2%  | 社会民主党・自由党・日本共産党推薦   |
| 森民夫   | 67   | 無所属   | 新     | 465,044票 | 45.9%  | 自由民主党・公明党推薦・連合新潟支持 |
| 後藤浩昌 | 55   | 無所属   | 新     | 11,086票  | 1.1%   |                                      |
| 三村誉一 | 70   | 無所属   | 新     | 8,704票   | 0.8%   |                                      |

### 買春疑惑に伴う辞職
2018年4月16日、週刊文春の記事にてハッピーメールで知り合った20代の女子大学生に金品を渡して援助交際していたと報じられる予定であることを受け、知事を辞職する方向で支援者らと対応を協議した。18日の記者会見において米山は、買春疑惑に対して「売買春と言われる可能性はあると思う」と発言、正式に辞職する意向を表明し、県議会議長に辞職願を提出した。27日に開かれた新潟県議会の臨時議会において全会一致で辞職が同意され、同日付で知事を辞職した。約1年半の在職期間は歴代新潟県知事で最短となった。
2019年1月20日、『サンデージャポン』（TBS系列）にコメンテーターとして出演。辞職から9カ月ぶりに公の場に登場した。

### 結婚
2019年11月頃、元経済産業省官僚の古賀茂明に作家でタレントの室井佑月を紹介され、その後交際を始める。2020年5月9日、室井佑月と近日中に結婚する事が報道され、米山本人もTwitterで発表した。室井は再婚となる。5月10日、米山の出身地である魚沼市役所に婚姻届を提出した。2021年4月18日、長岡市の蒼柴神社で挙式。

### 衆院選再出馬
2020年7月10日、次期衆議院選挙において、新潟5区から無所属で出馬する意向であることが報じられた。同年9月12日、日本共産党県委員会の樋渡士自夫委員長、旧立憲民主党県連の西村智奈美代表、旧国民民主党県連の梅谷守代表とそれぞれ面会。推薦を求める要望書を手渡した。同年11月に立憲民主党から、2021年8月には社民党から推薦がなされた。10月31日に投開票が行われた第49回衆議院議員総選挙で、自民党現職の泉田裕彦と無所属の森民夫を破り当選した（泉田は比例復活）。11月10日、無所属議員のまま立憲民主党の院内会派に参加。
2022年9月27日、立憲民主党に入党した。
同年11月18日、衆議院選挙区の新しい区割りである「10増10減」の改正公職選挙法案が参議院で可決された。新潟県内の選挙区は6から5に削減され、各選挙区の区域が変更された。同年12月13日、立憲民主党は常任幹事会を開催。次期衆院選において米山は新しい新潟4区（長岡市、柏崎市、小千谷市、見附市、三島郡、刈羽郡）の公認候補に内定した。
2024年9月に行われた立憲民主党代表選挙では泉健太の推薦人に名を連ねた。
同年10月15日、第50回衆議院議員総選挙が公示され、新潟4区からは米山、自民党公認の鷲尾英一郎、無所属の泉田裕彦の計3人が立候補した。10月17日に日本経済新聞が序盤情勢を発表。「米山と鷲尾が激しく争う」と報じた。10月23日、しんぶん赤旗は、自民党が裏金問題で非公認となった候補の所属支部にそれぞれ2000万円を支給していたことをスクープした。同紙の報道により終盤情勢は一変した。10月27日、総選挙執行。投票締め切りの20時からほどなく毎日新聞は米山の当選確実を報じ、米山は2期目の当選を果たした。自民党は比例北陸信越ブロックで4議席を獲得。単独1位の国定勇人を除く3議席のうち、西田昭二が3番目の惜敗率（79.367％）で当選し、4番目（76.438％）だった鷲尾は議席を失った。無所属の泉田も議席を失った。

## 政策・主張

### 憲法
- 憲法改正について、2013年の朝日新聞社のアンケートで回答しなかった[67]。同年の毎日新聞社のアンケートで「賛成」と回答[68]。2021年の朝日新聞社のアンケートで「どちらかと言えば反対」と回答し[69]、同年のNHKのアンケートで「どちらとも言えない」と回答[70]。
- 9条改憲について、2013年の毎日新聞社のアンケートで「反対」と回答[68]。「憲法9条を改正して、自衛権を明記し、国防軍の保持を規定すべきだ」との問題提起に対し、2013年の朝日新聞社のアンケートで「どちらかと言えば反対」と回答[67]。憲法9条への自衛隊の明記について、2021年のNHKのアンケートで「どちらかと言えば賛成」と回答[70]。2024年のNHKのアンケートも「賛成」と回答。
- 憲法を改正し緊急事態条項を設けることについて、2021年の毎日新聞社のアンケートで「反対」と回答[71]。

### 外交・安全保障
- 「集団的自衛権を行使できるよう、憲法解釈を見直すべきだ」との問題提起に対し、2013年の毎日新聞社のアンケートで「見直すべき」と回答[68]。
- 「他国からの攻撃が予想される場合には先制攻撃もためらうべきではない」との問題提起に対し、2013年のアンケートで「賛成」と回答[67]。2021年のアンケートで「どちらとも言えない」と回答[69]。
- 「北朝鮮に対しては対話よりも圧力を優先すべきだ」との問題提起に対し、2013年、2021年のアンケートで「どちらかと言えば賛成」と回答[67][69]。
- 普天間基地の移設問題について、2013年の毎日新聞社のアンケートで「名護市辺野古に移設すべき」と回答[68]。
- 徴用工訴訟などの歴史問題をめぐる日韓の関係悪化についてどう考えるかとの問いに対し、2021年の毎日新聞社のアンケートで「より柔軟な態度で臨む」と回答[71]。
- 日本による過去の植民地支配と侵略を認めて謝罪した「村山談話」の見直し論議について、2013年の毎日新聞社のアンケートで「見直すべきではない」と回答[68]。
- 従軍慰安婦に対する旧日本軍の関与を認めた「河野談話」の見直し論議について、2013年の毎日新聞社のアンケートで「見直すべき」と回答[68]。

### ジェンダー
- 選択的夫婦別姓制度の導入について、2021年のアンケートで「賛成」と回答[69]。
- 同性婚を可能とする法改正について、2021年のNHKのアンケートで「賛成」と回答[70]。
- 「LGBTなど性的少数者をめぐる理解増進法案を早期に成立させるべきか」との問題提起に対し、2021年のアンケートで「賛成」と回答[69]。
- クオータ制の導入について、2021年のNHKのアンケートで「どちらかと言えば反対」と回答[70]。

### 原子力政策
- 2012年に行われた第46回衆議院議員総選挙において「30年たったら技術は良くなる。ドラえもんも鉄腕アトムも原子力だ。もう30年かけて世界で一番安全な原子力をつくろう」などと発言し、それ以来柏崎刈羽原子力発電所の再稼働を積極的に求める原発推進派であったが[72]、2016年新潟県知事選挙以降は柏崎刈羽原子力発電所の再稼働反対に一貫して転じている[73]。
- 「原子力発電への依存度について今後どうするべきか」との問題提起に対し、2021年のNHKのアンケートで「ゼロにすべき」と回答[70]。

### その他
- 「治安を守るためにプライバシーや個人の権利が制約されるのは当然だ」との問題提起に対し、2013年、2021年のアンケートで「どちらとも言えない」と回答[67][69]。
- 永住外国人への地方参政権付与について、2013年のアンケートで「反対」と回答[67]。
- 首相の靖国神社参拝について、2013年のアンケートで「どちらとも言えない」と回答[67]。
- 森友学園への国有地売却をめぐる公文書改竄問題で、2021年5月6日、国は「赤木ファイル」の存在を初めて認めた[74]。しかし5月13日、菅義偉首相はファイルの存在を踏まえた再調査を行わない考えを報道各社に書面で示した[75]。9月の自民党総裁選挙で総裁に選出された岸田文雄も10月11日、衆議院本会議の代表質問で再調査の実施を否定した[76]。国の対応をどう考えるかとの同年の毎日新聞社のアンケートに対し「さらに調査や説明をすべきだ」と回答[71]。
- 2023年6月に起きたグラビアアイドルやAV女優、コスプレイヤーたちの埼玉の水着撮影会中止騒動について、同イベントを批判した津田大介を批判し、「あいちトリエンナーレも、水着撮影会もルールに則ってれば開催してよいものだ」と発言[77]。
- 2023年11月29日には橋下徹と西村博之に対して「自分もさして知らない事について、議論の些末な所に超上からけちをつけて相手を罵倒し、マウントを演出をする元祖＃橋下論法や、それを継ぐ＃ひろゆき論法には、心底辟易とします[78]」と返した。

## 人物

### 寳珠宗寳珠会との関わり
熊本県西原村へ新興宗教団体である「泰道」後継団体・寳珠宗寳珠会（宝珠宗宝珠会）の元会長で開祖の開俊久による土地の買い占めが2013年に発覚した。開は、泰道（寳珠会）の実質的教祖とされる人物であるため、オウム真理教のような進出疑惑が取り沙汰され、『西原村を守る会』が発足していた。西原村はオウム真理教の問題があった波野村の近くで、当時の記憶が生々しく残っている西原村の人は「あんなことがあっては大変』と危惧していた。2014年3月に『西原村を守る会』の中心メンバーに対し、SLAPP訴訟を起こした際の宝珠宗宝珠会の代理人弁護士を務めた。やや日刊カルト新聞を運営する藤倉善郎は、当時質問状を送った相手が米山であったため、2016年10月の新潟知事選挙で共産党・社民党などが推薦し民進党の一部の支援を受けて米山が当選した際に「手かざしハンドパワーで財産を収奪し違法な活動を行なっていたとの判決を受けた泰道。その後継団体の代理人が新潟県知事となる。」と報した。

### 県議会議員からの指摘
Twitterで新潟県政に関わることよりも、自身の思想、国政や日本社会の風潮などへの懸念に関する発言が多く、県政と関係のない投稿で軋轢を招くような事態をたびたび起こしていることが報じられている。これに関して自民党の県議会議員からも「県益を損なう」「場外乱闘」などといった批判がなされている。
米山はTwitterでの発信に熱中している理由として「言わずにはいられない、言って実現したい人が政治家になる。人間の言葉が人を変えうるという、ある種『クレージー』な面がある。政治家の本能です。」と説明しており、軋轢を招く発言についても、ドナルド・トランプがTwitterで過激な発言を繰り広げて支持を集めた例を挙げ、「悪名は無名に勝る」として意識的に行っていると述べている。

### 石平との論争
中国で民主化運動にかかわり、その後日本に帰化した石平が、官房長官の定例記者会見での東京新聞記者の望月衣塑子の行動について、2017年9月9日に「彼女のやっていることは、何のリスクもない民主主義国家で意地悪質問で政府の記者会見を妨害するだけだ。そんなのを『権力と戦う』とは、吐き気を催すほどの自惚れだ！」と批判したことについて、米山は「望月記者は自国の政府に対し直接対峙している。一方石平氏は今や、祖国を離れ、独裁政権と批判する中国政府と直接対峙することなく日本人向けに中国政府批判を展開しているに過ぎない。闘う望月記者の歌を闘わない石平氏が笑う事は吐き気を催すほど醜悪だと思う」とTwitterで石平の発言を批判した。
石平は、「彼（米山）は意図的に人権侵害を平気で行う中国の独裁政権と民主主義の手続きで選ばれた日本政府と混同している。この本質の差を無視して一方的に私を攻撃するとは公人としては不見識であり卑劣でさえある」、「帰化人の私にとっても日本政府は自国の政府だ。しかし米山氏は望月記者に関してだけ『自国の政府』の表現を使うが、私を中国政府と結びつける。それは明らかに帰化人を日本人と認めない排外主義的態度だ！」と反論した。米山は「要するに私の申し上げているのは、どこかの独裁国家ならいざ知らず、石平氏の母国である民主主義国家の日本では、『権力と戦う』のに何のリスクも無い状況で言論によって対峙するのは当たり前なのであって、（中略）氏の指摘は全く当たらないという事です。」などと反論した。一連のやり取りについて産経新聞は、「Twitterユーザーから『ヘイト的だ』『差別発言』『見苦しい』『謝れないのか』といった厳しい声があがった」と報じた。なおそれに対して、米山は「中国人の楊敬さんという人は、米国在住のアジア系住民の見分け方についてこう語る。目が澄み切っているのは日本人、狡獪な目をするのは韓国人、そして目つきが狂暴なのは中国人、というところであるという。なるぼと、実に言い得て妙である。」という石平のツイートを引用して、「帰化によって中国人から日本人になられた氏の目つきは、今現在凶暴なのか澄み切っているのか中々興味深いところですが」とし、続けて「帰化したんだから澄み切っているに決まっているだろ！そんなことを言うのは差別だ！とかと言うのはなしでお願いします」と主張した。

### 大阪府知事からの提訴
2018年1月、大阪府立高の頭髪指導訴訟をめぐるTwitterの投稿で名誉を傷つけられたとして、日本維新の会代表の松井一郎大阪府知事が米山に550万円の損害賠償を求め大阪地裁に提訴した。米山は府立高校の責任者は「維新の松井さん」と記した後、「異論を出したものをたたきつぶし党への恭順を誓わせてその従順さに満足する」などと投稿し、この内容に対して、松井は「（松井が）党内でまるで『独裁者』であるかのように振る舞っているとの印象を抱かせる」と指摘し、社会的評価を低下させたと主張している。これに対して米山は、該当の発言は日本維新の会の丸山穂高衆院議員を批判していた橋下徹前代表に対するものだと反論。「何度も誤読だとTwitterで指摘したが、受け入れられなかった。仮に松井氏への批判と受け取られる可能性があったとしても、公党の代表に対する論評の範囲だ」として名誉毀損には当たらないと主張した。2018年9月に大阪地裁が米山に33万円の賠償を命じる判決を出した事を受け、米山は控訴し、2019年2月21日、「相互に賠償義務がないと確認する」などとした上で両者の間で和解が成立した。

### 旧統一教会との関わり
2022年10月4日、現在所属する立憲民主党は、米山が2009年に行われた第45回衆議院議員総選挙で自民党公認で新潟5区から立候補した際、旧統一教会の関連団体の数人を選挙スタッフのボランティアとして受け入れたほか、関連団体の事務所で選挙演説を行っていたことが判明したと発表した。岡田克也幹事長は、記者会見で「米山氏が当時、自民党の公認候補として立候補していたとはいえ、現在は立憲民主党の議員なので、調査結果に加えることにした」と説明した。これに対して、国際政治学者の三浦瑠麗は自身のTwitterで、「過去調査は政党が勝手にやればいいけど、有権者はずーっとこのニュースを聴いていたいかといえば、そんなことないんじゃないか」と疑問を呈するツイートした。一方、フリーライターの藤倉善郎は「立憲は従来から、立憲以前のケースについても現在の所属議員について公表してきたので、立憲に入った米山氏についても同様ということなんでしょう。その点でむしろ立憲の一貫性を評価すべきで、立憲に問題があるって話ではない」と理解を示すツイートした。

## 選挙歴
| 当落 | 選挙                     | 執行日         | 年齢 | 選挙区       | 政党         | 得票数     | 得票率 | 定数 | 得票順位 /候補者数 | 政党内比例順位 /政党当選者数 |
| ---- | ------------------------ | -------------- | ---- | ------------ | ------------ | ---------- | ------ | ---- | ------------------ | ---------------------------- |
| 落   | 第44回衆議院議員総選挙   | 2005年09月11日 | 38   | 新潟5区      | 自由民主党   | 8万2993票  | 40.25% | 1    | 2/3                | 7/5                          |
| 落   | 第45回衆議院議員総選挙   | 2009年08月30日 | 41   | 新潟5区      | 自由民主党   | 8万6453票  | 41.14% | 1    | 2/5                | 6/4                          |
| 落   | 第46回衆議院議員総選挙   | 2012年12月16日 | 45   | 新潟5区      | 日本維新の会 | 3万5720票  | 20.29% | 1    | 3/4                | 4/3                          |
| 落   | 第23回参議院議員通常選挙 | 2013年07月21日 | 45   | 新潟県選挙区 | 日本維新の会 | 10万7591票 | 10.14% | 2    | 4/8                | /                            |
| 当   | 2016年新潟県知事選挙     | 2016年10月16日 | 49   | ――           | 無所属       | 52万8455票 | 52.15% | 1    | 1/4                | /                            |
| 当   | 第49回衆議院議員総選挙   | 2021年10月31日 | 54   | 新潟5区      | 無所属       | 7万9447票  | 44.96% | 1    | 1/3                | /                            |
| 当   | 第50回衆議院議員総選挙   | 2024年10月27日 | 57   | 新潟4区      | 立憲民主党   | 9万3764票  | 44.90% | 1    | 1/3                | /                            |